# بزمار
بزمار هي قرية لبنانية من قرى قضاء كسروان في محافظة جبل لبنان. تتميز هذه القرية بوجود مقر البطريركية الأرمنية الكاثوليكية.